# ولادیمیروفکا، اغوز
ولادیمیروفکا (به ترکی آذربایجانی: Vladimirovka یا چای‌قووشان Çayqovuşan) یک منطقه مسکونی در جمهوری آذربایجان است که در شهرستان اغوز واقع شده است. چای‌قووشان ۱۱۱ نفر جمعیت دارد.